# Ascorhynchus tenuirostris
Ascorhynchus tenuirostris là một loài nhện biển trong họ Ascorhynchidae. Loài này thuộc chi Ascorhynchus. Ascorhynchus tenuirostris được miêu tả năm 1892 voor het eerst wetenschappelijk bởi Carpenter.